# 다무라 무네요시
다무라 무네요시(일본어: 田村宗良, 1637년 6월 11일 ~ 1678년 5월 16일)는 이와누마번의 초대 번주이다. 어릴적 이름은 가메치요(亀千代)이다. 관위는 종5위하, 오키노카미(隠岐守), 우쿄노스케(右京亮)이다. 관직을 따라 통칭 우쿄(右京)로 불렸다.
센다이번의 2대 번주 다테 다다무네의 셋째 아들로 태어났다. 1639년, 아버지의 명령으로 번의 중신인 스즈키 모토노부의 가계를 이어 스즈키(鈴木) 씨가 되었다. 1649년, 성인이 된 후에는 스즈키 무네요시라는 이름을 가졌다. 1653년, 할머니 요토쿠인의 유언에 따라 다무라씨를 계승하였다. 무네요시는 온화한 품성으로 사람들의 신망을 얻어, 1660년, 다테 쓰나무라가 어린 나이에 번주가 되자, 쓰나무라로부터 이와누마의 3만 석 영지를 분할받고 이와누마번의 번주가 되었으며, 쓰나무라의 보좌역을 맡았다. 같은해 음력 12월에 종5위하, 우쿄노스케에 서임되었고, 1670년, 오키노카미가 되었다. 하지만 심약한 면도 있어 숙부 다테 무네카쓰의 전횡을 막지 못했고, 결국 1671년 발생한 다테 소동 때 막부로부터 그 책임을 추궁당하고 연좌 처벌을 받아 폐문 조치에 처해졌다. 1672년에는 그 죄를 용서받아 복권되었고, 1678년, 42세의 나이로 사망하였다. 둘째 아들 다쓰아키가 그 뒤를 이었다.
|  | 제1대 이와누마번 번주 1660년 ~ 1678년 | 후임 다무라 다쓰아키 |

## 같이 보기
- 다테씨